# Branda da Castiglione
Branda da Castiglione (Castiglione d’Olona, Itália, 1350 k. – Porto?, Portugália, 1443. február 5.) humanista katolikus főpap, a Piacenzai egyházmegye megyéspüspöke bíboros, pápai követ, a  Kalocsai és a Veszprémi egyházmegye apostoli adminisztrátora.

## Élete

### Ifjúsága
A párizsi egyetemen lett jogi doktor, majd a pápai udvarban szolgált, vizsgálóbíró a legfelsőbb pápai törvényszéken, ahol már ekkor foglalkozott a magyar főpapság ügyeivel.

### Egyház-politikus
XII. Gergely pápa 1404. augusztus 16-án piacenzai püspökké nevezte ki, de Castiglione 1408-ban a piaceniai zsinathoz, utóbb V. Sándorhoz és XXIII. Jánoshoz csatlakozott, aki legátusként Magyarországra küldte, hogy a Zsigmond magyar király által összekuszált egyházi ügyeket rendezze. Megbízatása az volt, hogy a viszálykodókat bírja megegyezésre, s ha ez nem sikerül, döntsön a tényleges – a király által kinevezett – birtokos javára, és az ellenfeleket utasítsa el. Az üresnek nyilvánított kalocsai érsekséget a Schematismus cleri partis in Hungaria sitae Colocensis szerint 1410 és 1413 között adminisztrátorként kormányozta, azonban 1412. november 1. és 1424 között a veszprémi egyházmegye adminisztrátoraként is említik. Óbudai nagyprépostként 1410-től az óbudai egyház újjászervezésében vett részt. Castiglione az óbudai nagyprépost épületében helyezte el az egyetemet, évekig volt az intézmény kancellárja. XXIII. János 1411-ben kinevezte bíborossá, az 1412. március 15-ei lublói királytalálkozó és a II. Ulászló lengyel királlyal kötött béke előkészítője. 1413-ban Zsigmond megbízásából Velencében tárgyalt. 1414-től részt vett a konstanzi zsinaton. Az 1420-as években Budán élt, mint Zsigmond király tanácsadója.

### Utolsó évei
Óbudai tapasztalatait fölhasználva 1426-ban megalapította a páviai főiskolát, ahol 24 ösztöndíjast taníttatott, köztük a veszprémi káptalan jelöltjeit. Élete végén V. Márton pápa legátusa a német-római birodalomban, IV. Jenőé Lombardiában.